# Oirschot

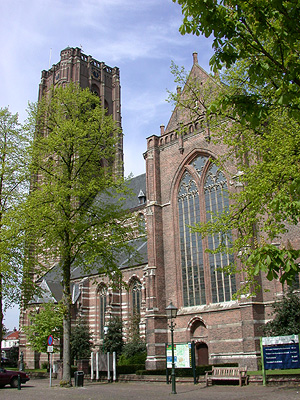
Sint-Pieterskerk

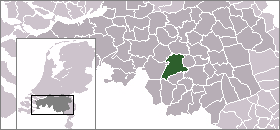
läge i Noord-Brabant

Oirschot är en kommun i provinsen Noord-Brabant i Nederländerna. Kommunens totala area är 102,85 km² (där 1,10 km² är vatten) och invånarantalet är 17 854 invånare (1 februari 2012).